# Aderus obscurus
Aderus obscurus là một loài bọ cánh cứng trong họ Aderidae. Loài này được Broun miêu tả khoa học năm 1893.